# سفيند آجي مورتنسن
سفيند آجي مورتنسن (بالدنماركية: Svend Aage Mortensen)‏ هو منافس ألعاب قوى دنماركي، ولد في 31 أغسطس 1942، وتوفي في 22 أبريل 2015.